# Altan

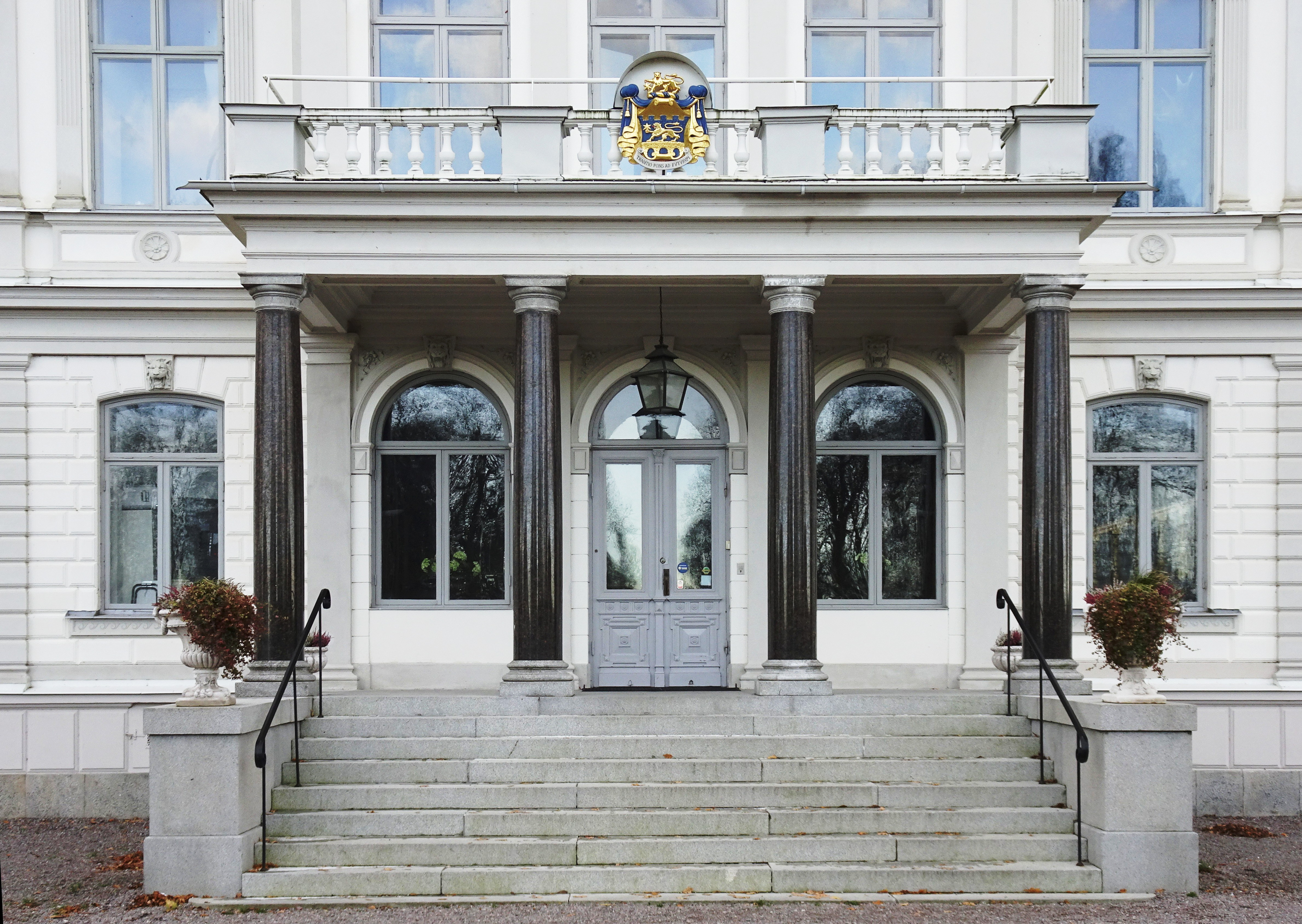
Altan på Brogård i Upplands-Bro.

En altan (latin, altus "hög") är en byggnadsdel uppburen på pelare eller liknande, oftast öppen och otäckt uteplats försedd med balustrad eller räcke. I motsats till en balkong som kragar ut från en byggnad, vilar altanens eventuella överbyggnad på pelare, kolonner eller stolpar.
I regel saknar altanen tak, till skillnad mot verandan.